# 1492: Dobytí ráje
1492: Dobytí ráje je dobrodružný film, na kterém se podílela Francie, Španělsko a Spojené království. Jeho režisérem byl Ridley Scott a pojednává o objevu Ameriky španělským mořeplavcem Kryštofem Kolumbem, kterého ve filmu hrál Gérard Depardieu. Film měl premiéru 500 let po Kolumbově objevu. Autorem hudby k filmu je řecký skladatel Vangelis.

## Obsazení
| Gérard Depardieu        | Kryštof Kolumbus          |
| Armand Assante          | Gabriel Sanchez           |
| Sigourney Weaver        | Isabela Kastilská         |
| Loren Dean              | starší Fernando Kolumbus  |
| Ángela Molinová         | Beatriz Enriquez de Arana |
| Fernando Rey            | Antonio de Marchena       |
| Michael Wincott         | Adrián de Moxica          |
| Tchéky Karyo            | Martín Alonso Pinzón      |
| Kevin Dunn              | kapitán Méndez            |
| Frank Langella          | Luis de Santángel         |
| Mark Margolis           | Francisco de Bobadilla    |
| Kario Salem             | de Arojaz                 |
| Billy L. Sullivan       | mladý Fernando Kolumbus   |
| Arnold Vosloo           | Hernando de Guevara       |
| Steven Waddington       | Bartolomeo Kolumbus       |
| Fernando Guillén Cuervo | Giacomo Kolumbus          |
| Juan Diego Botto        | Diego Kolumbus            |